# IC 4549
IC 4549 је спирална галаксија у сазвјежђу Волар која се налази на листи објеката дубоког неба у Индекс каталогу.
Деклинација објекта је + 32° 49' 33" а ректасцензија 15h 29m 14,7s. Привидна величина (магнитуда) објекта IC 4549 износи 14,8 а фотографска магнитуда 15,6. IC 4549 је још познат и под ознакама MCG 6-34-11, CGCG 194-7, IRAS 15272+3259, PGC 55217.